# Högstabanan
Högstabanan är ett motorstadion i Haninge kommun där det körs tävlingar i bland annat folkrace, crosskart och rallycross. Det finns även motocrossbanor och terrängspår för jeepar/SUVar.
Banan anlades 1980 och är hemmabana för Haninge motorklubb. Banan användes för deltävlingar i Rallycross SM 2010.
2022 spelades en säsong av Sveriges värsta bilförare in på banan med Gry Forsell som programledaren.[källa behövs]